# 야마가타 아리노부
야마가타 아리노부(일본어: 山縣有信, 1918년 8월 15일 ~ 1974년 7월 22일)는 일본의 정치인, 화족이다. 작위는 공작.

## 생애
메이지 시대의 원훈 야마가타 아리토모의 양증손자이자, 야마가타 아리미치 공작의 장남으로 태어났다. 도쿄부 출생. 가쿠슈인 고등과를 거쳐 규슈 제국대학 법문과를 졸업했다. 1942년 일본 흥업은행(日本興業銀行)에 입사했지만, 같은 해 제1기 해군병과(海軍兵科) 예비 학생으로 해군에 입대하였고, 종전 직후인 1945년 11월 1일, 부친 아리미치의 사망에 따라 공작위를 습작했다. 1946년 제대하여 일본 흥업은행에 복직했으나, 이듬해 퇴직하고 도치기현 야이타초에 있는 야마가타 농장(山縣農場)의 경영에 몰두한다.
1963년 야이타 시장 선거에 입후보하여 당선되었고, 이후 3기 연속 재임하게 된다. 시장 재임시엔 상수도 공급, 시민 체육관 낙성, 소방서 완공, 시민 수영장 개설, 시내의 소・중학교의 개축 및 증축, 수영장 설치, 운동장 기공 등 교육과 시민 생활의 향상에 진력했다. 임기 중인 1974년 뇌출혈로 사망했다.
| 전임 야마가타 아리미치 | 제4대 야마가타 (아리토모) 공작가 당주 1945년 ~ 1947년 | 후임 화족제도 폐지 |